# Constantin Photiadès
Constantin Photiadès est écrivain français d'origine grecque, ayant remporté trois prix littéraire de l'Académie française.

## Biographie
Constantin Photiadès est né à Athènes et a des liens de parenté étroits avec les Musurus, l’humaniste associé à François Ier. Il est également cousin par les Brancovan de la comtesse Anna de Noailles, ce qui pourrait expliquer son attachement à la France. Élevé à Paris, il y a résidé longtemps et a servi dans l’armée française. Pendant la Première Guerre mondiale, il a combattu dans l'aviation française et a effectué d'importantes missions pour les Alliés au Moyen-Orient. Malgré une santé fragile, il a repris les armes en 1939 et a poursuivi son engagement jusqu'à l'armistice. Son patriotisme et ses convictions étaient solides et engagés.
En tant qu'écrivain, il a publié deux romans, Le couvre-feu et Les hauts et les bas, ainsi qu'un essai sur Meredith, une biographie de Cagliostro et une étude poétique sur Marie Kalergis intitulée La symphonie en blanc majeur. Ses œuvres les plus marquantes incluent La Reine des Lanturlus, Marie-Thérèse Geoffrin, marquise de la Ferté-Imbault et Les Vies du Comte de Cagliostro. En outre, il est musicographe et rédigé des chroniques pour Le Figaro Littéraire et la Revue de Paris, où il exprime sa passion pour la musique. Excellent pianiste, il possède les compétences d’un musicien professionnel et travaillait sur une œuvre majeure consacrée à Debussy.
Constantin Photiadès a également contribué à la création du petit temple d’Amphion, situé sur la rive savoyarde du lac de Genève, en mémoire d'Anna de Noailles. Ce monument de style hellénique évoque un poète français, illustrant ainsi les liens entre les deux cultures qui ont marqué la vie de Photiadès.
Il est décédé après avoir souffert de trois jours de grippe, qui ont achevé un cœur déjà affaibli par des années d'angine de poitrine. Ses obsèques ont été célébrées en l'église grecques de la rue Georges Bizet et l'inhumation au cimetière du Père-Lachaise.

## Résumé et accueil critique de l'œuvre

### La Victoire des alliés en Orient
L'académicien Henri de Régnier souligne que l'œuvre de Constantin Photiadès sur La Victoire des Alliés en Orient se distingue par son « caractère assez différent », affirmant qu'« rien n'y sent le romancier ». Il met en avant l'« art fort délicat et d'un sentiment fort subtil » de l'auteur, tout en reconnaissant ses qualités de critique et d'historien. Selon de Régnier, Photiadès « a fait » ce livre « avec une clarté, un art et une méthode impeccables », alliant « respect du document » et « interprétation judicieuse ». Il insiste sur l'importance de l'œuvre pour « revendiquer » la place de la bataille du Dobropolje dans « l'histoire générale de la guerre », affirmant que grâce à cet ouvrage, « nous en savons maintenant les circonstances et les péripéties ». Enfin, de Régnier note que Photiadès rend « un juste hommage » aux chefs militaires, soulignant que son récit est fondé sur des « faits » et vise à corriger l'« ignorance » du public sur cette victoire.

### George Meredith
Lya Berger souligne que George Meredith est un « grand incompris » dont la valeur est souvent sous-estimée par ses compatriotes, certains le qualifiant de « démodé » ou trop « ironiste ». Elle loue l’étude de Constantin Photiadès, qui défend ardemment l'œuvre de Meredith, le présentant comme un écrivain « consciencieux » et un « artiste » capable d'apprécier les « merveilles contenues dans les simples choses ». Berger note que la philosophie de Meredith, bien que « très simple », est « non dénuée d’idéal » et offre une « utile leçon ». Elle conclut que Meredith, malgré les « dédain ou les attaques » de ses contemporains, trouve aujourd'hui sa revanche posthume, ses talents étant enfin reconnus et admirés par ses fidèles.

### Les Hauts et les bas
A la sortie du livre Les Hauts et les bas, Ernest Gaubert écrit dans Le courrier français : « M. Constantin Photiadès, déjà connu pour son délicieux Couvre-Feu, montre avec son nouveau livre qu'il peut, qu'il sait élargir sa manière exquise, précieuse et qu'on jugeait trop froide, jusqu'au dramatique et qu'il sera un artiste toujours. Il lui reste d'acquérir un sens plus net de l'action, mais son roman, dont le titre est mauvais, est excellent et on ne l'a pas assez écrit. »

### La "Symphonie en blanc majeur": Marie Kalergis, née comtesse Nesselrode
Edmond Jaloux exprime une opinion très favorable sur le roman de Constantin Photiades, soulignant la façon dont ce dernier réussit à rendre « vivante » la figure de Marie Kalergis. Il note que Photiades présente cette femme « avec tant de tact, de sympathie et une chaleur » qui suscite l'admiration. Jaloux souligne également l'importance du « brillant cortège » de figures féminines du romantisme, dont Marie Kalergis fait partie. Il apprécie la richesse que le romantisme a apportée à l'humanité, affirmant que cette période a « doté l'humanité de richesses nouvelles » et qu'elle « suscite tant de variétés du romanesque ». En somme, Jaloux rend hommage à l'œuvre de Photiades, tout en mettant en lumière la vie fascinante de son héroïne.

### Les Vies du Comte de Cagliostro
Edmond Jaloux fait la critique du roman de Constantin Photiadès, qualifiant l'œuvre de « passionnante biographie » qui réussit à dépeindre la « véritable existence » de Joseph Balsamo, plus « fantastique » que la version d'Alexandre Dumas. Il souligne que Photiadès « ne porte aucun jugement sur son héros », laissant le lecteur dans l'indécision quant à la nature réelle de Cagliostro, oscillant entre « escroc » et « philanthrope ». Jaloux note également que, malgré les « malhonnêtetés » du comte, il a été confronté à des individus « pires que lui » et a souvent été « dupe » de sa propre candeur. Enfin, il conclut que la figure de Cagliostro demeure une « véritable énigme humaine », accentuée par les documents soigneusement assemblés par Photiadès.

### La Reine des Lanturelus
Le roman de Constantin Photiadès retrace la vie de Marie-Thérèse Geoffrin, marquise de La Ferté-Imbault, fille de la célèbre Madame la Dauphine, figure marquante de la société du XVIIIe siècle. Marie-Thérèse doit naviguer dans l'ombre de sa mère dominatrice, tout en cherchant à s'affirmer et à préserver son identité. Bien que dotée d'un esprit profond et d'une beauté séduisante, elle vit des épreuves douloureuses, telles que la perte de son mari, de sa fille et de sa nièce.
Pour éviter de s'opposer à l'autorité de sa mère, elle adopte une façade légère et fantasque, masquant ses véritables réflexions et sa sensibilité. Marie-Thérèse joue un rôle clé dans le « Sublime Ordre des Lanturelus », une société mondaine qui attire l'attention de la cour et qui reflète les extravagances de son époque. Malgré sa légèreté apparente, elle est consciente des enjeux politiques et philosophiques de son temps et tente de défendre ses idées, mais se heurte à l'indifférence de son entourage.
Sa vie est marquée par un équilibre délicat entre le devoir filial et la recherche de son propre prestige. À la fin de sa vie, elle réussit à affirmer son autorité dans son cercle familial, tout en prévoyant les bouleversements à venir. Le roman met en lumière sa complexité en tant que femme d'esprit, de cœur et d'intégrité, offrant une réflexion sur le rôle des femmes dans une société dominée par les hommes.
Raymond Lécuyer loue le travail de Constantin Photiadès, soulignant que son livre « bien fait, bien écrit » se démarque des biographies « bâclées » du marché littéraire. Il apprécie la recherche minutieuse de Photiadès, qui a « cherché les éléments de vérité à des sources inédites » et a « découverts » des informations dans les Archives nationales. Lécuyer décrit la marquise de La Ferté-Imbault comme « une femme d'esprit qui fut une femme de tête, une femme de cœur et une honnête femme », mettant en avant sa capacité à « ne pas se laisser annihiler par la personnalité envahissante de sa mère ». Il souligne également que malgré ses « précieuses qualités », elle était « prisonnière de sa feinte folie », ce qui l’a empêchée de « remplir son mérite ». Enfin, Lécuyer reconnaît à Photiadès le mérite d'avoir permis de mieux connaître cette figure historique complexe.

## Décoration
Il est fait chevalier de la Légion d'honneur en 1919 puis promu officier en 1935.
Il a également reçu la Croix de guerre 1914-1918.

## Distinctions
- Prix Alfred-Née de l'Académie française décerné en 1933 pour l'ensemble de son œuvre.
- Prix Jules-Davaine de l'Académie française décerné en 1924 pour Marie Kalergis (1822-1874).
- Prix Auguste-Furtado de l'Académie française décerné en 1911 pour George Meredith.

## Œuvres
- Les Vies du Comte de Cagliostro, Paris : Bernard Grasset, 1932
- La Reine des Lanturelus : Marie-Thérèse Geoffrin, marquise de La Ferté-Imbault (1715-1791), Paris : Plon, 1928
- Ronsard et son luth, Paris : Plon-Nourrit, 1925
- La "Symphonie en blanc majeur" : Marie Kalergis, née comtesse Nesselrode (1822-1874), Paris : Plon-Nourrit et Cie, 1924
- La Victoire des alliés en Orient (15 septembre-13 novembre 1918), Paris : Plon-Nourrit et Cie, 1920
- George Meredith, sa vie, son imagination, son art, sa doctrine..., Paris : Armand Colin, 1910
- Les Hauts et les bas, Paris : Bernard Grasset, 1908
- Le Couvre-Feu, ou l'Histoire d'une femme raisonnable, Paris : Calmann-Lévy, 1905